# Asphalt Xtreme
Asphalt Xtreme es un videojuego desarrollado por Gameloft, siendo la decimotercera entrega de la serie Asphalt y siendo la primera de dicha saga que se ubica en terreno natural. Fue lanzado el 27 de octubre de 2016 para iOS, el 29 de noviembre para Android y el 3 de noviembre para  Windows 10.
Tiene el mismo motor de la físicas que Airborne y Nitro, dos entregas de Asphalt.
Desde antes de la salida de Asphalt Xtreme, en el mapa de Río de Janeiro de Asphalt 8, aparece un cartel anunciando Asphalt Xtreme.
Actualmente, el juego es distribuido por Netflix, quienes firmaron un contrato con Gameloft para agregar el videojuego a Netflix Games.

## Jugabilidad
El videojuego presenta una línea de autos de rally, camiones monstruo y una gran cantidad de pistas nevadas y tierra. La interfaz visual, la vista de cámara angular y el diseño vehicular del juego tienen un gran parecido visual con la serie de videojuegos MotorStorm.
Si bien los controles son los mismos que en los juegos de Asphalt anteriores, la mecánica de nitro es diferente. Normalmente, hay tres "segmentos" nitro y con el refuerzo extra nitro, el número de segmentos se incrementa a cuatro. El nitro perfecto pasó a llamarse nitro largo. Triple nitro activa las tres o cuatro barras al mismo tiempo para mayor velocidad. Cuando comienza la carrera, los vehículos reciben 2 segmentos nitro. Los diferentes tipos de vehículos adquieren impulso a diferentes velocidades en función de ciertos estilos de juego, por ejemplo, los buggies obtienen grandes cantidades de nitro al realizar acrobacias aéreas, mientras que los SUV realizan desplazamientos para mantener su impulso.
La mecánica de juego del vehículo también tiene un efecto en el juego. Los vehículos más livianos como los buggies y los autos de rally son en general aerodinámicos y realizarán acrobacias aéreas fácilmente, mientras que los vehículos más pesados como camiones y SUV tienen dificultades para realizar la misma tarea y, como resultado, también obtendrán menos impulso.
El modo infectado se ha transferido desde Asphalt 8, aunque con varios cambios. En comparación con Asphalt 8, hay más formas de infectarse en Asphalt Xtreme, pero los jugadores infectados comienzan con menos tiempo de infección. Los jugadores ahora pueden extender su tiempo infectado realizando acrobacias aéreas y deriva. Además, cuando el temporizador infectado se agota, los jugadores no naufragan como con Asphalt 8, sino que pierden su estado Infectado y obtienen un tanque lleno de Nitro.

## Autos
Hay treinta y cinco autos con licencia inicialmente disponibles en Asphalt Xtreme, así como treinta y un autos más agregados a través de actualizaciones. Los autos se dividen en cinco clases y siete categorías, y su rendimiento fue determinado por la función de calificación de Rango, transferida de "Asphalt 8". Estos autos incluyen:
| Fabricante        | Auto                     | Categoría     | Clase   |
| ----------------- | ------------------------ | ------------- | ------- |
| Ford              | Focus RS                 | Rally Car     | Clase D |
| Predator          | X-18 Intimidator         | Buggy         | Clase D |
| Land Rover        | Defender                 | SUV           | Clase D |
| Unimog            | U 4023                   | Truck         | Clase D |
| Chevrolet         | Silverado 2500HD Monster | Monster Truck | Clase D |
| Chevrolet         | Colorado Z71             | Pickup        | Clase D |
| Polaris           | RZR XP 1000 EPS          | Buggy         | Clase D |
| Suzuki            | SX-4 S-CROSS             | Rally Car     | Clase D |
| Jeep              | Wrangler Rubicon         | SUV           | Clase D |
| Mitsubishi Motors | R5                       | Rally Car     | Clase C |
| Rage              | Comet R                  | Buggy         | Clase C |
| H＆H              | BULLDOG EXTREME 4X4      | Truck         | Clase C |
| Chevrolet         | Silverado 2500HD         | Pickup        | Clase C |
| Volkswagen        | Polo R                   | Rally Car     | Clase B |
| BMW               | X6                       | SUV           | Clase B |
| Chevrolet         | 3100 Pickup              | Monster Truck | Clase A |
| MAN               | TGX D38                  | Truck         | Clase A |
| Volkswagen        | BEETLE GRC               | Rally Car     | Clase S |
| Bailey            | BLADE XT4                | Muscle Car    | Clase S |
| Porsche           | 911 SC                   | Rally Car     | Clase S |
| Subaru            | WRX STI GRC              | Rally Car     | Clase S |
| Dodge             | Challenger SRT8          | Muscle Car    | Clase S |
| SMG               | Buggy Dakar              | Buggy Car     | Clase A |

## Ubicaciones
Las ubicaciones presentes cuando salió el videojuego eran Desierto de Gobi, Phuket (Tailandia), Valle del Río Nilo (en Egipto), Svalbard y Detroit. Otros tres localizaciones se agregaron como parte de actualizaciones. Las cuales son Alpes (Francia), Valle de la Coachella (Sur de California) y Nepal.

## Banda sonora
Hasta la actualidad el videojuego contiene una gran lista de canciones, destacando los géneros de rock y electrónica.
La banda sonora de  Asphalt Xtreme  presenta artistas como Rise Against, Eagles of Death Metal, Finger Eleven, Nothing But Thieves, The Dead Weather, Barns Courtney, Wavves, Cage the Elephant,  Drenge, Cintas de batalla, Ratatat,  Monster Truck, DJ Tiësto, Swanky Tunes y muchos más.